# Олександрійський колегіум
НВК «Олександрійський колегіум — спеціалізована школа» — загальноосвітній державний навчальний заклад у місті Олександрії.

## Назва
Повна назва: Навчально-виховний комплекс «Олександрійський колегіум — спеціалізована школа».
Школа неодноразово змінювала свою назву.
На час створення, у 1992 році, це була Загальноосвітня школа I—III ступенів № 20.
З 1997 р. — Загальноосвітня школа-ліцей I—III ступенів № 20.
З 1998 р. — Олександрійський державний ліцей № 20.
З 2000 р. — Олександрійський державний колегіум.
З 2003 р. — НВК «Олександрійський колегіум — спеціалізована школа».

## Історія

Олександрійський колегіум

Приміщення школи № 20 було збудоване в кінці 1980-х — на початку 1990-х. Школа розпочала свою роботу в середині навчального року, 2 лютого 1992 року, наповнювалася вона за рахунок переведення учнів з інших навчальних закладів. У нову школу інші навчальні заклади почасти направляли своїх проблемних учнів. Проте вже за півроку у дитячій кімнаті міліції були зняті з обліку 45 підлітків — учнів 20-ї школи.
Перший випуск відбувся в школі 1993 року. Тоді ж у закладі з'явилася традиція відзначати День народження школи, започаткована першим директором. За кілька років Станіслав Гайдук пішов на підвищення — став заступником міського голови. Після нього на нетривалий час посаду директора обіймав О. Фесенко. Невдовзі директором став вчитель німецької мови Сергій Коваленко.
За 20 років Олександрійський колегіум закінчило 2527 учнів.

## Опис
На початок 2011-12 навчального року в Олександрійському колегіумі діє 48 класів, працює 102 вчителі, навчається 1244 учні. Фактично, в закладі навчається кожен п'ятий школяр Олександрії, також навчаються учні з прилеглих сіл та селищ.
Заклад працює за п'ятиденним режимом навчання.
Профілі навчання:
- математичний
- економічний
- іноземний (англійська, німецька філологія)
- гуманітарний

### Культурно-масова діяльність
У колегіумі діють творчі об'єднання: зразково-художні колективи «Коханочка» (керують О. Лагун, І. Довженко) і «Школа майбутнього» (С. Тараненко), народний хоровий колектив «Україна» (М. Демешко), УНТ «Інтел», видається газета «ШПІК» (Шкільна політика, інтелект, культура). Традиційними є конкурси КВК між старшокласниками та вчителями, щорічні зустрічі випускників у день народження колегіуму, велопробіг до Дня Незалежності, родинне свято та фаєр-шоу.

## Досягнення
2006 року Олександрійський колегіум став лауреатом конкурсу «100 найкращих шкіл України», перемігши в номінації «Школа педагогічного пошуку». 98 відсотків випускників щорічно стають студентами вишів.
Математичні класи (вчителі Булдович Л. І., Луб'яна Л. А., Сердечна Є. Р., вчитель фізики Шматко О. І.) функціонують з початку заснування закладу.
До 2012 р. випущено 20 спеціалізованих класів з поглибленим вивченням математики (вчитель Зеленяк О. П. — двічі Соросівський лауреат, заслужений вчитель України, кандидат педагогічних наук). Нині випускники цих класів — науковці, викладачі, програмісти, менеджери, фінансисти, співробітники провідних державних і світових інститутів та компаній: Інституту кібернетики ім. В. М. Глушкова НАН України (Київ), «Виробничого об'єднання Південний машинобудівний завод ім. А. М. Макарова» (Дніпро), ПАТ «Хартрон» (Харків), Харківського національного університету імені М. Є. Жуковського (ХАІ), Національного технічного університету (ХПІ), Дніпровського національного університету імені О. Гончара, Microsoft Corporation, Cisco Systems, Amazon, Oracle Corporation, Samsung Electronics, Siemens AG, Bank of America, Ernst & Young та інших. Понад 20 із них здобули наукові ступені та вчені звання. З 2012 р. математичні класи вивчають предмет на профільному рівні.
Класи з поглибленим вивченням англійської мови створені у 1992 році. Учні цих класів щорічно стають переможцями олімпіад та конкурсів МАН з англійської мови.
15 учнів в рамках Програми обміну майбутніх лідерів (FLEX) — «Акт на підтримку свободи» отримували можливість протягом року навчатись в школах США та проживати в американських сім'ях (вчителі Зеленяк О. О., Марікуца І. Г., Моргаленко Л. М., Полатайко І. В., Туник Л. В.). Учні 11 класів успішно складають тести на отримання міжнародних сертифікатів IELTS, FCE (рівні B2, C1) з англійської мови (вчителі Зеленяк О. О., Туник Л. В.), які надають їм можливість навчатись в університетах Великої Британії, США, Нідерландів та інших країн ЄС і працювати в багатьох країнах світу.
Багато років колегіум проводить підготовку та екзамени на отримання німецького мовного диплома Sprachdiplom, який дає право на навчання у вишах 14 німецькомовних країн. Від 1998 року в Олександрійському колегіумі працюють волонтери — вчителі іноземних мов з Німеччини та США.
За двадцять років роботи колегіум випустив 2527 учнів, з яких 112 золотих медалістів, 134 — срібних та 80, що отримали німецький мовний диплом.

### Предметні олімпіади
Щорічно учні Олександрійського колегіуму стають переможцями та призерами предметних олімпіад, конкурсів, обласного, всеукраїнського та міжнародного рівня. Так, 2012 року представники колегіуму на III (обласному) етапі Всеукраїнських учнівських олімпіад здобули 34 місця, це другий результат (після Ліцею інформаційних технологій) серед шкіл міста.

## Інциденти
У листопаді 2021 після введення в дію наказу МОЗ про обов'язкове щеплення працівників освітніх закладів, окремі вчителі відмовились виконувати відповідні розпорядження керівництва, а з метою недопущення однієї з них до уроків було задіяно поліцію.

## Директори
За свою історію школа мала п'ять директорів:
- Гайдук Станіслав Микитович
- Фесенко О. П. (недовго обіймав посаду)
- Коваленко Сергій Петрович
- Кудря Тетяна Володимирівна (обіймала посаду впродовж 1 року)
- Авраменко Олександр Миколайович з 16.06.2016.

## Випускники
- Небилиця Максим Михайлович — майор Національної гвардії України, учасник російсько-української війни, Герой України (2025).

## Галерея

Центральний вхід
Вхід до другого корпусу
Вхід до корпусу молодшої школи
Пам'ятна дошка Олександру Козенку